# موزونی
موزونی (به انگلیسی: Moosonee) یک منطقهٔ مسکونی در کانادا است که در بخش کوکرین واقع شده‌است. موزونی ۱٬۷۲۵ نفر جمعیت دارد.